# Antoine Meillet
Paul Jules Antoine Meillet (* 11. November 1866 in Moulins, Département Allier; † 21. September 1936 in Châteaumeillant, Département Cher) gilt als einer der wichtigsten französischen Sprachwissenschaftler des frühen 20. Jahrhunderts. Er war maßgeblich an der Entwicklung der vergleichenden Indogermanistik und Linguistik beteiligt.

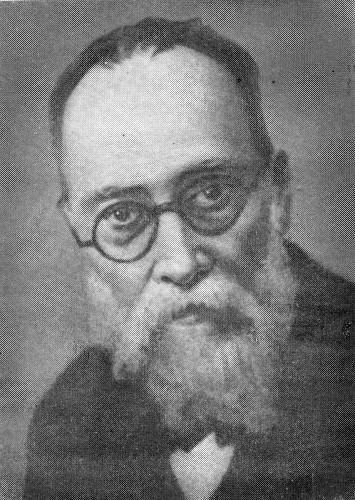
Antoine Meillet

## Leben
Meillets Vater war Notar in Châteaumeillant, seine Familie war seit Generationen im Bourbonnais ansässig und hatte viele Juristen hervorgebracht. Er selbst besuchte das Lycée in Moulins und zog nach dem Baccalauréat (1884) nach Paris. Er studierte an der geisteswissenschaftlichen Fakultät der Universität Paris (Sorbonne) und der École pratique des hautes études (EPHE), wo er von Michel Bréal, Ferdinand de Saussure und den Mitgliedern der Année Sociologique beeinflusst wurde. Weitere akademische Lehrer waren James Darmesteter und Sylvain Lévi. Er bestand 1887 die Licence ès lettres und 1889 als Bester seines Jahrgangs die Agrégation (Staatsprüfung für das höhere Lehramt). 
Meillet vertrat 1889/90 Ferdinand de Saussure als Dozenten an der EPHE. 1890 nahm er an einer Forschungsreise in den Kaukasus teil, wo er sich mit der Struktur des Armenischen beschäftigte. Nach seiner Rückkehr setzte er seine Studien mit de Saussure fort. Trotz seiner intensiven Beschäftigung mit Sprachen sprach er lediglich seine französische Erstsprache. Von 1891 bis 1896 hatte er eine Stelle als Maître de conférences am Lehrstuhl von Michel Bréal (vergleichende Grammatik), nach dem Tod James Darmesteters übernahm er außerdem einen Lehrauftrag für Altiranistik. 1896 wurde er stellvertretender directeur d’études bei Bréal an der EPHE, dessen Lehrstuhl am Collège de France er außerdem 1899/1900 vertrat. Seine Dissertation von 1897 behandelte den Gebrauch des Genitiv-Akkusativs im Altslawischen, für die Arbeit wurde er mit dem Prix Volney des Institut de France ausgezeichnet. 
Von 1902 bis 1906 war er Professor für Armenisch an der École des langues orientales, dann wurde er als Nachfolger Michel Bréals zum Professor für vergleichende Grammatik am Collège de France gewählt, wo er Geschichte und Aufbau der indogermanischen Sprachen lehrte. Als Bréal 1915 starb, folgte ihm Meillet auch auf dem Lehrstuhl für vergleichende Grammatik an der EPHE und als Generalsekretär der Société de linguistique de Paris. 1925 wurde er Präsident der historisch-philologischen (IV.) Sektion der EPHE. Zwei Jahre trat er von seiner Position als directeur d’études an der EPHE zurück, Émile Benveniste folgte ihm auf dem Lehrstuhl nach. Meillet blieb aber bis zu seinem Lebensende Sektionspräsident und Professor am Collège de France.
Die Académie royale des Sciences, des Lettres et des Beaux-Arts de Belgique nahm ihn 1919 als assoziiertes Mitglied auf. 1924 wurde Meillet in die Académie des Inscriptions et Belles-Lettres und 1931 in die American Academy of Arts and Sciences gewählt. Seit 1906 war er korrespondierendes Mitglied der Russischen Akademie der Wissenschaften und seit 1908 der Göttinger Akademie der Wissenschaften. Der Akademie der Wissenschaften der Ukrainischen SSR, der Königlich Niederländischen Akademie der Wissenschaften und der Königlich Dänischen Akademie der Wissenschaften gehörte er als auswärtiges Mitglied an. Einen wissenschaftlichen Austausch unterhielt er mit Émile Durkheim.
Meillet interessierte sich nicht für die Frage der Urheimat der Indogermanen (französisch Indo-Européens) und unternahm keinen Versuch, die Ursprache zu rekonstruieren, vielmehr betrachtete er Sprache als sozial determiniert. Damit folgte er der Auffassung de Saussures. Jedoch ging er von der Annahme einer „nation indo-européenne“ aus, die, nach seinem Verständnis, kriegerische Führungseliten waren, die ihre indogermanische Sprache als Herrschaftsmittel verbreiteten. Dabei verstand er den Ersten Weltkrieg als Fortführung dieses Entwicklungsprozesses, schrieb er doch 1918 über den gerade endenden Krieg und die Nachkriegsordnung: „[une guerre qui] apparaît comme la suite des longues luttes qui ont abouti à imposer à une grande partie du monde la langue de la nation indo-européenne“ (dt. „ein Krieg, der wie eine Fortführung der langen Kämpfe erscheint, die es schließlich ermöglichten, großen Teilen der Welt die Sprache der indogermanischen Nation aufzuzwingen“).
Im Ersten Weltkrieg äußerte sich Meillet kritisch über die deutsche Sprache:

« L’allemand n’est pas une langue séduisante. La prononciation en est rude, martelée par un accent violent sur le commencement de chaque mot. La grammaire en est encombrée d’archaïsmes inutiles: les noms par exemple ont des formes casuelles multiples, différentes les unes des autres, qui n’ont même pas la mérite de se trouver dans tous les mots, et qui ne servent à rien puisque l’ordre des mots est fixe et suffit à indiquer le sens. L’adjectif a des formes inutilement compliqueés. Les phrases sont construites d'une manière raide, monotone. Le vocabulaire est tout particulier, tel que ni un Slave, ni un Romain, ni même un Anglais ou un Scandinave ne peut rapprendre aisément. L’aspect d'ensemble manque de finesse, de légèreté, de souplesse, d’élégance. »

„Das Deutsche ist keine attraktive Sprache. Die Aussprache ist rau mit einer gehämmerten Betonung auf dem Anfang jeden Wortes. Die Grammatik ist überladen mit unnötigen Archaismen: Die Substantive z. B. haben für mehrere Fälle Formen, die sich jeweils von den anderen unterscheiden, die man in all den Worten aber nicht benötigt, da die Wortstellung fixiert ist und ausreicht, den Sinn anzuzeigen. Die Adjektivformen sind unnötig kompliziert. Die Sätze sind in einer steifen, eintönigen Weise aufgebaut. Der Wortschatz ist etwas ganz Besonderes, da weder ein Slawe noch ein Romane oder ein Engländer oder Skandivinavier leicht etwas wiedererkennt. Dem gesamten Erscheinungsbild fehlt Feinheit, Leichtigkeit, Flexibilität, Eleganz.“

Meillet missfielen auch andere Sprachen: So stieß er sich an Irisch (Gälisch), Baskisch, Bretonisch, Litauisch, Estnisch und anderen finno-ugrischen Sprachen Russlands, sowie an Ungarisch. Diese Sprachen seien kompliziert und nicht fähig, Kultursprachen zu werden. Abfällig äußerte er sich über Ungarns Literatur; denn sie habe „kein Prestige“. Den Ost- und Ostmitteleuropäern riet er, sich in einem Staat zu vereinen und das Altslawische als gemeinsame Sprache zu adoptieren, denn für ihn galt das Prinzip „eine Nation, eine Sprache“. Die genannten Sprachen waren für ihn keine „Zivilisationssprachen“.
Heute erinnert man sich an Meillet als den Mentor einer ganzen Generation von Sprachwissenschaftlern und Philologen, die eine zentrale Stellung in der französischen Sprachwissenschaft des 20. Jahrhunderts einnehmen, wie Émile Benveniste, Marcel Cohen, Lucien Tesnière, Pierre Chantraine, Michel Lejeune, Jerzy Kurylowicz, Georges Dumézil, André Martinet und Joseph Vendryes.

## Werke (Auswahl)
- Esquisse d’une grammaire comparée de l’arménien classique, 1903
- Introduction à l’étude comparative des langues indo-européennes, 1903 (1. Ausgabe), Hachette, Paris 1912, (3. Ausgabe)[8]
- Les dialectes indo-européens, 1908
- Aperçu d’une histoire de la langue grecque, 1913
- Altarmenisches Elementarbuch, Heidelberg 1913
- Caractères généraux des langues germaniques, 1917
- Linguistique historique et linguistique générale, 1921
- Les origines indo-européennes des mètres grecs, 1923
- Traité de grammaire comparée des langues classiques, 1924 (zusammen mit Joseph Vendryés)
- Herausgeber mit Marcel Cohen: Les langues du monde. Paris 1924
- Esquisse d’une histoire de la langue latine Klincksieck, Paris 1977, ISBN 2-252-01871-2.
- La méthode comparative en linguistique historique, 1928
- Dictionnaire étymologique de la langue latine, 1932 (zusammen mit Alfred Ernout (1879–1973)), erweiterte Ausgabe von Jacques André (1910–1994), Klincksieck,  Paris 2001, ISBN 2-252-03359-2.
- Meillet en Arménie, 1891, 1903, Journaux et lettres publiés par Francis Gandon Lambert-Lucas, Limoges 2014, ISBN 978-2-35935-071-5.